# Гренфелл, Джулиан, 3-й барон Гренфелл
Джулиан Паско Фрэнсис Сент-Леджер Гренфелл, 3-й барон Гренфелл, барон Гренфелл из Килви (англ. Julian Pascoe Francis St Leger Grenfell, 3rd Baron Grenfell, Baron Grenfell of Kilvey; родился 23 мая 1935 года) — лейбористский наследственный пэр, бывший пожизненный пэр и бывший член Палаты лордов, известный своими сильными еврофильскими взглядами.

## Происхождение и образование
Родился 23 мая 1935 года. Единственный сын Паско Гренфелла, 2-го барона Гренфелла (1905—1976), от его первой жены Элизабет Сары Полк Шонесси (род. 1913), дочери капитана достопочтенного Альфреда Томаса Шонесси, второго сына Томаса Шонесси, 1-го барона Шонесси. Он получил образование в Итоне и Королевском колледже в Кембридже, где он был президентом Кембриджского союза. Он поступил на службу в Королевский стрелковый корпус (60th Rifles) в 1954 году и стал капитаном королевских стрелков (TA) в 1962 году.

## Карьера
Гренфелл был ведущим программы Associated Television с 1960 по 1963 год и работал свободным журналистом с 1963 по 1964 год. Он работал во Всемирном банке с 1965 по 1995 год, служил в Вашингтоне, округ Колумбия, Нью-Йорке (где он был специальным представителем в Организации Объединенных Наций с 1974 по 1981 год) и Париже.

## Политическая карьера
Лорд Гренфелл впервые вошел в Палату лордов после смерти отца в 1976 году. Он был членом делегации Великобритании в Парламентских ассамблеях Совета Европы и Западноевропейского союза с 1997 по 1999 год. Он потерял свое место в парламенте после того, как Закон о Палате лордов 1999 года отменил автоматическое право наследственных пэров заседать в этом органе. Однако в 2000 году он был создан пожизненным пэром как барон Гренфелл из Килви, из Килви в графстве Суонси, что позволило ему вернуться в Палату лордов. Он был главным заместителем председателя комитетов с 2002 по 2008 год, заместителем спикера с 2002 по 2008 год, председателем Избранного комитета по Европейскому Союзу с 2002 по 2008 год и членом Комитета по процедурам с 2003 по 2007 год. Лорд Гренфелл официально покинул Палату лордов 31 марта 2014 года в соответствии с процедурой, изложенной в резолюции Палаты от 27 июня 2011 года. Кроме того, 1 октября 2014 года он стал первым пэром, вышедшим на пенсию навсегда в соответствии с законом о реформе Палаты лордов 2014 года. Он удалился в Париж.
Лорд Гренфелл был президентом Англо-бельгийского общества Великобритании в 2006—2014 годах.

## Награды
- Кавалер Ордена Почетного легиона (Франция)
- Командор Ордена «За заслуги перед Федеративной Республикой Германия»
- Командор Ордена Короны (Бельгия)
- Кавалер Ордена Князя Бранимира (Хорватия)[4][5]
- Почетная медаль Сената Франции

## Браки и дети
Граф Гренфелл был женат четыре раза. 3 апреля 1961 года его первой женой стала Лоретта Мария Ольга Хильдегарда Реали. Их развод состоялся в 1970 году. У супругов было одна дочь:
- Достопочтенная Изабелла Сара Фрэнсис Гренфелл (род. 1 мая 1966), муж с 1995 года Луиджи Пианини Маззучетти

10 декабря 1970 года он женился вторым браком на Габриэле Катарине Рааб, дочери доктора Эрнеста Рааба. В 1987 году супруги развелись. У них было двое дочерей:
- Достопочтенная Катарина Елизавета Анна Гренфелл (род. 14 мая 1973), муж с 1997 года Патрик Хейвен О’Коннор
- Достопочтенная Ванесса Юлия Клэр Гренфелл (род. 18 мая 1976).

27 июня 1987 года он женился в третий раз на Элизабет Скотт, дочери Буфорда Скотта. 28 октября 1993 года его четвертой женой стала Дагмар Лангбен, дочь доктора Карла Лангбера. Два последних брака были бездетными.